# Време за път
„Време за път“ е български 5-сериен телевизионен игрален филм (драма, семейна сага) от 1987 г. на режисьора Неделчо Чернев по сценарий на Лиляна Михайлова. Оператор е Емил Вагенщайн. Музиката във филма е композирана от Петър Ступел.
Той е втората част от поредицата „Дом за нашите деца“ и продължение на едноименния първи сериал „Дом за нашите деца“.

## Серии
- 1. серия – „В един понеделник“ – 64 минути
- 2. серия – „Призовка“ – 64 минути
- 3. серия – „Дългове“ – 63 минути
- 4. серия – „Когато лятото си отива“ – 59 минути
- 5. серия – „Пътека към върха“ – 67 минути[2].

## Сюжет
Домът на Алданови е построен, в него живеят родителите, Александър със семейството си и разведената Ана със сина си Емо.
В завода става злополука – млад стругар работи без предпазен екран, окото му бива наранено от метална стружка и опасността да ослепее е голяма. Александър Алданов, вече дипломиран инженер и началник на цеха, в който се случва инцидента, носи отговорност, защото не е предприел нищо срещу нарушаването на изискванията за безопасност, оставяйки работниците да работят по най-удобния за тях начин с цел изпълнение на плана. Назначена е комисия, разследваща инцидента, чийто член е новият главен специалист на управлението и бивш и.д. директор на завода – инженер Куманов. Той опитва да се възползва от възможността за разчистване на сметките си с Алданов заради „предателството му“ при историята с машината на Йорданов и атакува Александър. Христо Алданов като началник на отдел „Безопасност на труда“, му отнема възможността за отмъщение, като изненадващо поема вината върху себе си, лъжейки, че сина му е докладвал многократно за нарушенията, на които обаче той не е реагирал. Поради тази и заради историята с машината на Йорданов, Христо Алданов бива пенсиониран без ордени и почести. Работникът оздравява.
Съпругата на Александър, Стефка, подтиквана от меркантилната си майка и взимаща пример от колежката си Милушева, чийто мъж работи в Африка, непрекъснато натяква на мъжа си да замине да работи в чужбина, за да печели повече пари, включително и за обзавеждане на жилището. Тя оставя децата си – най-малкото е още бебе – на грижите на родителите на Александър и започва работа. Виждайки обаче здравословните последици от работата в Африка при завръщането на мъжа на Милушева, тя променя мнението си, осъзнавайки, че притежава всичко, от което се нуждае.
Вероника живее щастливо с Ванчелов, но мечтае за дете. Въпреки обидните намеци на съседите ѝ относно напредналата им възраст, тя забременява, изтърпява подигравките на съседи, колеги и съпротивата на роднини и ражда здраво дете.
Мария пътува с началника си Гюлев в командировка. Пътьом влюбеният в нея Гюлев се отбива в родното си село и я представя на родителите си, които я възприемат като дългоочакваната снаха. Мария, получила преди две седмици шофьорската си книжка, моли Гюлев да ѝ позволи да кара колата му и причинава катастрофа, след която Гюлев лежи със строшени крайници в болница, а тя, изписана със счупена ръка, е заплашвана със съдебни дела от влиятелни хора, чиито незаконни строежи и злоупотреби с държавни средства е описала в статия. С нея се свързва работещия по случая следовател Георгиев и между двамата печащи се на общия огън пламва любов. Лежащия в болницата Гюлев, изненадващо и нетипично за него, се решава да подкрепи неудобната статия пред редакцията на вестника. Мария научава от баща си, че Георгиев е женен и баща на две деца, от които по-големият е неин връстник. Връзката се разпада, Мария приема кореспондентското място на вестника в далечния Добрич (Толбухин).
С незаконни строежи се занимава и Цолов, който продължава – този път безуспешно – да ухажва Ана. Състудентът му инж. Савчев, технически ръководител на държавна строителна фирма, му помага да строи вилата си с държавни материали, като за отплата получава половината от парцела, който Цолов си е поискал от село в района на минерални бани като награда за планирането на преместване на паметник – „услуга за услуга“. В схемата за строежа на вилата е включена и безплатна работа на работници, залъгвани с по-бързо получаване на апартаменти или разрешения за строеж. Машинациите на Савчев и Цолов излизат наяве след инцидент със сърдечно болен работник от държавната фирма, изпратен в работно време на частния обект, намиращ се в друг окръг. Цолов, въпреки риска за живота на болния работник, опитва безскрупулно да потули случая, изисквайки от Ана, в чието кардиологично отделение се намира пострадалия, да разреши преместването му в болница в София – градът, в който е трябвало да се намира в работно време. В същото време се извършва проверка в строеното от подопечните на Савчев училище, което поради кражбите на материали и работна сила не може да бъде завършено навреме за началото на учебната година. Злоупотребите излизат наяве, Савчев бива осъден и влиза в затвора, Цолов губи работата си като началник на архитектурен отдел в София.
Емо е нещастен от раздялата на родителите си и им помага да се съберат отново около болничното му легло, предизвиквайки си сериозна настинка след ядене на много сладолед.
Синът на Куманов, Светозар, иска да следва литература, въпреки съпротивата на баща си, който иска да „подреди живота му“ според разбиранията си и да го насочи към по-доходоносна професия. Светозар започва връзка със съученичката си Антония, която е презряна от баща му и майка му по причина липсата на родители.
В края пенсионираният Алданов най-сетне предприема планирания от 30 години планински поход до връх Вихрен само с жена си.

## Актьорски състав
| В ролите                                                                       | Изпълнител                              |
| ------------------------------------------------------------------------------ | --------------------------------------- |
| инженер Христо Алданов (в 5 серии: от I до V вкл.)                             | Коста Цонев                             |
| Невена Алданова (в 5 серии: от I до V вкл.)                                    | Емилия Радева                           |
| д-р Ана Алданова-Апостолова (в 5 серии: от I до V вкл.)                        | Мария Каварджикова                      |
| Александър Алданов (в 4 серии: I, II, IV, V)                                   | Георги Новаков                          |
| журналистката Мария Алданова, окръжен кореспондент (в 5 серии: от I до V вкл.) | Елжана Попова                           |
| Стефка Алданова, съпруга на Александър (в 4 серии: I, II, IV, V)               | Ели Скорчева                            |
| Борис Апостолов, съпруг на Ана (в 4 серии: II, III, IV, V)                     | Валентин Гаджоков                       |
| Вероника Алданова (в 5 серии: от I до V вкл.)                                  | Невена Коканова                         |
| инженер Константин Ванчелов (в 4 серии: I, II, IV, V)                          | Георги Калоянчев                        |
| архитект Иван Цолов (в 5 серии: от I до V вкл.)                                | Стефан Данаилов                         |
| инженер Куманов (в 4 серии: I, II, III, V)                                     | Иван Янчев                              |
| Атанас Гюлев (в 4 серии: I, II, III, V)                                        | Мариус Донкин                           |
| майката на Гюлев (в 4 серии: I, II, III, V)                                    | Вера Дикова                             |
| бащата на Гюлев (в 3 серии: I, III, V)                                         | Сотир Майноловски                       |
| (в 1 серия: V)                                                                 | Невена Мандаджиева                      |
| майката на Стефка (в 2 серии: I, V)                                            | Лора Кремен                             |
| Антония (в 3 серии: II, III, V)                                                | Наталия Дончева                         |
| 'Светозар', синът на Куманов (в 3 серии: II, III, V)                           | Виктор Чучков                           |
| следователят Георгиев (в 3 серии: III, IV, V)                                  | Александър Александров                  |
| майката на Светозар, съпруга на Куманов (в 1 серия: III)                       | Жана Стоянович                          |
| Милушева (в 1 серия: II)                                                       | Емануела Шкодрева                       |
| (в 1 серия: II)                                                                | Стела Благоева                          |
| Лазаров (в 1 серия: II)                                                        | Антон Радичев                           |
| хазяйката на Цолов (в 2 серии: I, III)                                         | Евдокия Фратева                         |
| (в 1 серия: V)                                                                 | Иван Бодуров                            |
| съпруга на работника (в 5 серии: I, II, III, IV, V)                            | Елза Тодорова                           |
| (в 1 серия: II)                                                                | Лора Захова                             |
| (в 1 серия: II)                                                                | Валентина Борисова                      |
| телевизионния техник Златев (в 2 серии: I, III)                                | Георги Русев                            |
| крадец рецидивист                                                              | Александър Морфов                       |
| инженер Савчев (в 4 серии: I, II, III, IV)                                     | Светозар Неделчев                       |
| (в 4 серии: I, II, IV, V)                                                      | Мина Новакова                           |
| шофьорът Мишо                                                                  | Красимир Ранков                         |
| (в 1 серия: IV)                                                                | Катя Тодорова                           |
| Емил, детето на Борис и Ана (в 4 серии: I, II, IV, V)                          | Калоян Роев                             |
| (в 4 серии: I, II, IV, V)                                                      | Ива Домусчиева                          |
| (в 4 серии: I, II, III, V)                                                     | Георги Роев                             |
| (в 3 серии: I, III, V)                                                         | Бойко Денев                             |
| бай Дочо, строителен работник (в 2 серии: IV, V)                               | Иван Йорданов                           |
| (в 1 серия: III)                                                               | Калоян Цанов                            |
| телефонистка, колежка на Вероника (в 2 серии: III, V)                          | Златина Дончева                         |
| (в 1 серия: III)                                                               | Мария Саева                             |
| (в 1 серия: III)                                                               | Вангелия Тупарова                       |
|                                                                                | Велико Стоянов                          |
| (в 2 серии: IV, V)                                                             | Светослав Молеров                       |
| (в 2 серии: IV, V)                                                             | Иван Граматиков                         |
| младият инженер (в 1 серия: V)                                                 | Никола Стефанов (като Николай Стефанов) |
| Виктор, стругар (в 4 серии: I, II, IV, V)                                      | Николай Урумов                          |
| (в 1 серия: IV)                                                                | Димитър Димитров                        |
| д-р Филипов (в 2 серии: I, II)                                                 | Иван Джамбазов                          |
| бащата на ученичката на Апостолов – Лили (в 2 серии: II, III)                  | Добромир Манев                          |
| работник в завода (в 3 серии: I, II, V)                                        | Владимир Давчев                         |
| (в 1 серия: IV)                                                                | Михаил Ганев                            |
| (в 1 серия: V)                                                                 | Лили Енева                              |
| Колега на д-р Апостолова (в 2 серии: IV, V)                                    | Константин Цанев                        |
| Синът на следователя (в 1 серия: V)                                            | Борис Чернев                            |
| зам. директор на завода (в 1 серия: V)                                         | Светослав Карабойков                    |
| шофьорът Мишо                                                                  | Веселин Ранков                          |
| (в 1 серия: IV)                                                                | Вяра Ковачева                           |
| (в 1 серия: IV)                                                                | Красимира Апостолова                    |
| Колега на д-р Апостолова (в 3 серии: II, IV, V)                                | Рихард Езра                             |
| Човек на гишето в ДСК (в 1 серия: V)                                           | Георги Фратев                           |
| (в 1 серия: II)                                                                | Ани Гунчева                             |
| (в 1 серия: II)                                                                | Гарабед Палабикян                       |
| (в 1 серия: I)                                                                 | Георги Геров                            |
| (в 1 серия: I)                                                                 | Васко Чушев                             |
| Инженер в завода (в 1 серия: I)                                                | Петър Димов                             |
| Портиер в завода (в 2 серии: I, V)                                             | Петър Петров                            |
| (в 1 серия: I)                                                                 | Димитър Кехайов                         |
| (в 1 серия: I)                                                                 | Първан Първанов                         |
| (в 2 серии: I, V)                                                              | Марта Методиева                         |
| (в 1 серия: III)                                                               | Екатерина Славова                       |
| (в 2 серии: I, III)                                                            | Даниела Димитрова                       |
| (в 1 серия: III)                                                               | Огнян Желязков                          |
| Коларов (в 1 серия: II)                                                        | Ивайло Калоянчев                        |

## Други
Действието на сериала се развива в Перник и в София.